# 帯広駐屯地
帯広駐屯地（おびひろちゅうとんち、JGSDF Camp Obihiro）は、北海道帯広市南町南7線31番地に所在し、第5旅団等が駐屯している陸上自衛隊の駐屯地である。

## 概要
駐屯地司令は、第5旅団副旅団長が兼務。隷属する分屯地に足寄分屯地がある。最寄の演習場は、然別演習場。
駐屯地内には十勝飛行場があり、北部方面隊および第5旅団のヘリコプター部隊が使用している。1964年（昭和39年）から1981年（昭和56年）に現帯広空港が開港するまでは民間機の運航も行われ、帯広空港とも呼ばれていた。1972年（昭和47年）から1981年（昭和56年）までは、航空大学校帯広分校が併設され、同大学校のフライト訓練にも使用されていた。
2003年（平成15年）度末に第5師団が総合近代化旅団として改編された。
2020年（令和2年）8月17日付けをもって、防衛大臣が指定する対象防衛関係施設の敷地又は区域およびその周囲おおむね300メートルの地域の上空に対象施設に該当し、小型無人機等の飛行が禁止される。

## 沿革
日本陸軍
- 1940年（昭和15年）：陸軍航空隊が創設される。

警察予備隊帯広部隊
- 1951年（昭和26年）
  - 2月16日：警察予備隊帯広部隊が開設[2]。
  - 5月1日：警察予備隊帯広部隊を母体とした第2管区隊隷下部隊の編成。

  1. 第4連隊が新編。
  2. 第62連隊第1大隊が新編。

陸上自衛隊帯広駐屯地
- 1954年（昭和29年）
  - 7月1日：

  1. 陸上自衛隊設置に伴い帯広駐屯地が開設される[3][4]。
  2. 第4連隊が第4普通科連隊に称号変更。
  3. 第62連隊第1大隊が第2特科連隊第1大隊に称号変更。

  - 7月31日：第6普通科連隊第14中隊（特車中隊=戦車を装備した中隊）が移駐。
  - 8月16日：第5管区総監部が札幌駐屯地から移駐。
  - 9月10日：第5管区総監部開庁式。
  - 9月25日：

  1. 第2特科連隊第1大隊が第5特科連隊に第1大隊として編合。
  2. 第5特車大隊が編成完結。
- 1957年（昭和32年）
  - 11月15日：第5特科連隊本部および本部中隊、第4大隊が東千歳駐屯地から移駐。
  - 12月10日：第5特車大隊が鹿追駐屯地に移駐。
- 1961年（昭和36年）8月26日：第5特科連隊第5大隊が東千歳駐屯地から移駐。
- 1962年（昭和37年）1月18日：部隊改編。

1. 第5管区隊が第5師団に改編される。
2. 北部方面航空隊を北部方面飛行隊に改編。
3. 北部方面管制気象隊第2派遣隊を新編。
4. 第5管区隊第5航空隊が第5飛行隊に改編。

- 1981年（昭和56年）3月1日：北部方面管制気象隊第2派遣隊が十勝飛行場で管制業務を開始。
- 1986年（昭和61年）3月25日：北部方面飛行隊の隷下に第1対戦車ヘリコプター隊が設置される。
- 1988年（昭和63年）7月20日：十勝GCA（地上誘導装置）が運用開始。
- 1989年（平成元年）3月24日：第5師団の近代化改編。

1. 第5後方支援連隊が第5武器隊、第5補給隊、第5輸送隊、第5衛生隊を統合して編成完結。
2. 第5特科連隊第6大隊（高射特科）が第5高射特科大隊として分離独立し、師団直轄となる。

- 1994年（平成6年）3月28日：北部方面飛行隊を北部方面航空隊に改編。第5飛行隊が第5師団隷下となる。
- 2002年（平成14年）3月27日：北部方面後方支援隊隷下の北部方面輸送隊第101輸送業務隊第3端末地業務班を新編。
- 2004年（平成16年）3月29日：第5師団を第5旅団に改編。

1. 第5特科連隊が第5特科隊へ縮小改編。
2. 第5後方支援連隊が第5後方支援隊へ縮小改編。
3. 第5施設大隊が第5施設中隊へ縮小改編。

- 2011年（平成23年）4月22日：

1. 第4普通科連隊が即応予備自衛官訓練を終了し完全フル化改編。
2. 第4普通科中隊を北部方面混成団隷下の第52普通科連隊第3普通科中隊に改編。
3. 第5対舟艇対戦車中隊を廃止。

- 2018年（平成30年）3月27日：北部方面輸送隊第101輸送業務隊第3端末地業務班を陸上自衛隊中央輸送隊第1方面分遣隊第3端末地業務班に改編。
- 2023年（令和5年）3月16日：

1. 第5情報隊が新編[5]。
2. 第5高射特科中隊が高射特科隊に増強改編[5]。
3. 第5施設隊が2個施設中隊基幹に増強改編され、第2施設中隊が鹿追駐屯地に配置[5]。

- 2024年（令和  6年）
  - 3月：第1対戦車ヘリコプター隊を1個飛行隊に縮小改編（予定）[6]。
  - 4月18日 - ターミナル空域管制（日高進入管制区）が導入される。[7]

## 駐屯部隊

### 北部方面隊隷下部隊
- 第5旅団
  - 第5旅団司令部
  - 第4普通科連隊
  - 第5特科隊
  - 第5高射特科隊
  - 第5後方支援隊
  - 第5施設隊
  - 第5通信隊
  - 第5情報隊
  - 第5化学防護隊
  - 第5飛行隊：UH-1J
  - 第5高射特科隊
  - 第5旅団司令部付隊
  - 第5音楽隊
- 北部方面混成団
  - 第52普通科連隊
    - 本部管理中隊
      - 帯広出頭（即応予備自衛官出頭地）

    - 第3普通科中隊
- 北部方面航空隊
  - 第1対戦車ヘリコプター隊：AH-1S・OH-1
  - 北部方面管制気象隊
    - 第2派遣隊
- 北部方面システム通信群
  - 第101基地システム通信大隊
    - 第302基地通信中隊
- 北部方面会計隊
  - 第374会計隊
- 帯広駐屯地業務隊

### 防衛大臣直轄部隊
- 警務隊
  - 北部方面警務隊
    - 第121地区警務隊
- 陸上自衛隊中央輸送隊
  - 第1方面分遣隊
    - 第3端末地業務班

## 帯広訓練場
帯広駐屯地内十勝飛行場付近には訓練場（通称、帯広訓練場）があり、主に新隊員の教育訓練や持続走訓練・分隊や班規模の小規模訓練が行われる。また、訓練場にある滑走路・飛行場誘導路付近では毎年8月に帯広駐屯地創立記念行事観閲式が行われる。

## 最寄りの幹線交通
高速道路
- 道東自動車道：音更帯広IC
- 帯広広尾自動車道：芽室帯広IC、帯広川西IC

一般道
- 国道38号、国道236号、国道241号、国道242号、北海道道109号新帯広空港線、北海道道151号幕別帯広芽室線、北海道道216号八千代帯広線、北海道道1084号帯広の森公園線

鉄道
- JR根室本線：帯広駅
- JR貨物：帯広貨物駅

港湾
- 十勝港（重要港湾）

飛行場
- 帯広空港
- 大樹町多目的航空公園（広尾郡大樹町）